# Fistball
Le fistball (faustball en allemand) est un sport d'origine européenne. Cela ressemble au volleyball en ce sens que des joueurs de deux équipes tentent de frapper la balle par-dessus le filet. Le sport est pratiqué dans plus de 50 pays à travers le monde, avec la plus grande concentration d’équipes dans les pays germanophones. Le titre 2015 de champion du monde masculin est détenu par l'Allemagne ainsi que le titre de champion du monde féminin en 2016.

## Histoire
Souvent assimilé à une forme de volley-ball dans laquelle le rebond du ballon est autorisé, le fistball est en fait une forme de longue paume. Il se pratique dès le XVIIe siècle en Allemagne.
L'International Fistball Association est fondée en Allemagne en 1960 et compte 35 fédérations nationales en 2008.
La dernière édition de la Coupe du monde masculine s'est tenue en Argentine en novembre 2015. Les Allemands remportent le titre en écartant les Suisses en finale. Chez les femmes, l'Autriche s'incline en finale contre les Allemandes lors de l'édition 2014 de la Coupe du monde féminine.

## Le jeu

### Général
Le fistball est un sport d'équipe où deux équipes s'affrontent, chacune sur un demi terrain, semblable au volleyball. Les équipes sont divisées par une ligne centrale avec un filet tendu à 2 m de hauteur entre deux poteaux. Si un joueur ou le ballon touche le filet, c'est une erreur et le point va à l'autre équipe.
Chaque équipe est composée de 5 joueurs. Les joueurs essaient de jouer le ballon au-dessus du filet, de leur moitié à la moitié de l'adversaire. Seuls les bras et les poings fermés peuvent être utilisés. Contrairement au volleyball, aucune autre partie du corps ne peut être utilisée, ni la main ouverte. Les deux situations sont considérées comme fausses. Une équipe essaie donc de jouer le ballon à l'autre moitié d'une manière telle que l'autre équipe ne réussit plus. Dès que le ballon passe le filet, le ballon peut être touché jusqu'à trois fois par trois joueurs différents de l'autre équipe. Ceci est également différent avec le volleyball, où le même joueur peut toucher le ballon deux fois pour autant qu'un autre joueur a touché le ballon entre les deux. De plus, le ballon peut toucher la terre à chaque fois avant tout contact avec un joueur. Cela signifie que la balle peut toucher le terrain juste après avoir passé le filet. Cependant, lorsque le ballon touche le sol et passe au-dessus du filet, sans que l'un des joueurs de l'équipe l'ait touchée, ceci est également considéré comme une faute. Comme en volleyball, les 3 touches servent généralement à capter, à se placer et à attaquer le ballon.
Une équipe peut avoir jusqu'à 5 joueurs de réserve, qui peuvent changer de points à tout moment et sans limite.

### Score
Un match se joue sur des sets. Un point est gagné lorsque l'autre équipe ne peut pas renvoyer le ballon ou fait une erreur. L’équipe qui a perdu le point peut commencer à servir le point suivant, contrairement au volleyball. Le set est remporté par le parti qui a obtenu le premier 11 points. Une différence de 2 points est requise. Si nécessaire, le jeu se poursuit jusqu’à ce qu’une partie obtienne une avance de deux points ou soit la première à marquer le quinzième point. Le nombre de sets gagnants varie selon la classe. La règle ici est que plus la classe est haute, plus le nombre de sets gagnants est élevé. Lors des tournois, il est également possible qu'il y ait une limite de temps par set au lieu d'un match basé sur des points, ceci pour des raisons d'organisation.

### Les erreurs
Les points sont comptés sur la base des "erreurs" ou lorsque l'équipe ne passe pas le ballon au-dessus du filet. Si une équipe commet une erreur, l’autre équipe marque un point. Les erreurs sont :
- le ballon ou un joueur touche le filet ou l'un des poteaux ;
- le ballon touche le sol en dehors du terrain de jeu ;
- la balle frappe le sol deux fois de suite sans contact avec un joueur intermédiaire ;
- le ballon est joué sous le filet ou le long d'un poteau. Cependant, si les 3 touches ne sont pas encore terminées, la balle peut toujours être retournéz dans l’espoir de la jouer correctement par-dessus le filet ;
- plus de trois joueurs ont frappé la balle avant que celle-ci ne soit jouée au-dessus du filet ;
- le même joueur touche le ballon deux fois avant que le ballon soit joué au-dessus du filet ;
- un joueur touche le ballon avec une partie du corps autre que le bras ou le poing ;
- le premier pied du joueur atterrit sur la ligne de service ;
- le ballon passe au-dessus du filet après avoir touché la terre mais avant qu'un joueur n'ait pu toucher le ballon.

Contrairement au volley-ball, il n’ya aucune mention d’erreurs de ligne. En effet, il est permis de passer sous le filet tant que le joueur en question ne dérange personne de l’autre équipe.

### Terrain de jeu

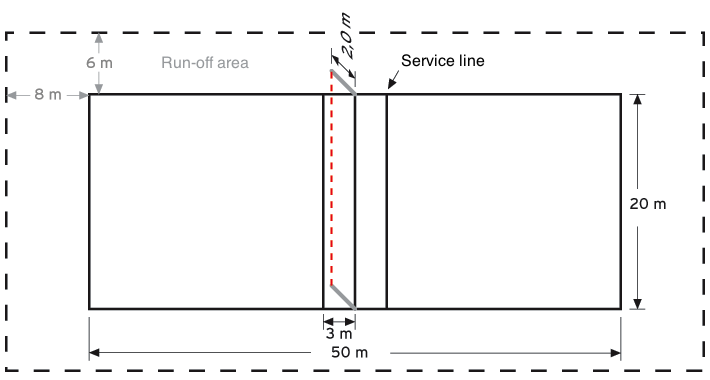
Dimensions du terrain

Le fistball peut être joué à l'intérieur et à l'extérieur. Un terrain de handball couvert est souvent utilisé comme un terrain intérieur mesurant 40 mètres sur 20 mètres. La balle a des rebonds  plus hauts et plus contrôlés à l'intérieur, ce qui a un effet majeur sur la tactique du jeu. De plus, tout contact de la balle avec un mur ou un plafond est une erreur.
Un terrain extérieur a des dimensions de 50 mètres sur 20 mètres. Les lignes extérieures appartiennent au champ. Ainsi, lorsque le ballon touche une ligne, cela ne compte pas comme une erreur et le jeu continue. Le champ est divisé en deux par un ruban rayé blanc-rouge de 5 centimètres d'épaisseur à une hauteur de 2 mètres. La ligne de service est à 3 mètres de ce ruban. Lorsqu'un joueur sert, son pied devant  ou son premier pied d'atterrissage doit être complètement derrière cette ligne. Il y a une zone de retrait autour du terrain, qui est reservé pour le jeu et dans laquelle aucun supporter ne peut se trouver.
Les dimensions ci-dessus sont pour les joueurs adultes. Par exemple, les plus jeunes joueurs jouent avec un ruban à une hauteur de 1,6 mètre.